# Microphis
Microphis is een geslacht van straalvinnige vissen uit de familie van zeenaalden en zeepaardjes (Syngnathidae). Het geslacht is voor het eerst wetenschappelijk beschreven in 1853 door Johann Jakob Kaup.

## Soorten
- Microphis argulus (Peters, 1855)
- Microphis brachyurus (Bleeker, 1854)
  - Microphis brachyurus aculeatus (Kaup, 1856)
  - Microphis brachyurus brachyurus (Bleeker, 1854)
  - Microphis brachyurus lineatus (Kaup, 1856)
  - Microphis brachyurus millepunctatus (Kaup, 1856)
- Microphis brevidorsalis (de Beaufort, 1913)
- Microphis caudocarinatus (Weber, 1907)
- Microphis cruentus Dawson & Fourmanoir, 1981
- Microphis cuncalus (Hamilton, 1822)
- Microphis deocata (Hamilton, 1822)
- Microphis dunckeri (Prashad & Mukerji, 1929)
- Microphis fluviatilis (Peters, 1852)
- Microphis insularis (Hora, 1925)
- Microphis jagorii Peters, 1868
- Microphis leiaspis (Bleeker, 1854)
- Microphis manadensis (Bleeker, 1856)
- Microphis mento (Bleeker, 1856)
- Microphis ocellatus (Duncker, 1910)
- Microphis pleurostictus Peters, 1868
- Microphis retzii (Bleeker, 1856)
- Microphis spinachioides (Duncker, 1915)